# Chira trivittata
Chira trivittata är en spindelart som först beskrevs av Władysław Taczanowski 1871 [1872.  Chira trivittata ingår i släktet Chira och familjen hoppspindlar. Inga underarter finns listade i Catalogue of Life.